# Église Notre-Dame-de-l'Assomption du Vigan
L'église Notre-Dame-de-l'Assomption est une église catholique située au Vigan, en France. Cette église remplace l'ancienne église Saint-Gall du Vigan. 

## Localisation
L'église est située dans le département français du Lot sur le territoire de la commune du Vigan.

## Historique
La première mention du Vigan est citée entre 898 et 902 lors de la visite de l'évêque de Cahors, Gausbert. Il y a alors un petit monastère dédiée à la Vierge et où sont conservées les reliques de sainte Charité.
En 1077, plutôt qu'entre 1083 et 1085, l'évêque de Cahors Géraud de Gourdon réforme le monastère en couvent de chanoines réguliers. Il donne le monastère Sainte-Marie du Vigan aux chanoines de la basilique Saint-Sernin de Toulouse qui ont été chassés par l'évêque Isarn de Toulouse pour y établir la vie canoniale. Le nouveau statut est confirmé par le pape Pascal II en 1107. On honore au Vigan les reliques de Foi, Espérance, Charité et de leur mère sainte Sophie. L'église étant en mauvais état, elle est rebâtie dans le dernier quart du XIe siècle. Des chapiteaux retrouvés au cours des fouilles faites en 1953 sont datés des environs de 1100. Pendant tout le XIIe siècle Le Vigan s'enrichit de nouvelles possessions.
L'église reste une possession des chanoines de Saint-Sernin de Toulouse jusqu'au milieu du XIIe siècle. Elle passe alors sous la protection de l'archevêque de Bourges. En 1143, au cours d'une visite de l'archevêque de Bourges, Pierre de Châtre, confirme les possessions du couvent. En 1231, une partie de la seigneurie temporelle sur le bourg du Vigan tenue par Fortanier II de Gourdon est abandonnée à l'archevêque de Bourges.
En 1267, l'évêque de Cahors donne l'église de Saint-Julien-Lampon à la collégiale.
L'archevêque Simon de Beaulieu visite le diocèse de Cahors en mars-avril 1285. Il demeure au Vigan pendant trois jours et tient des audiences dans le cloître. Il n'y a aucune mention de la construction de l'église dans le procès-verbal de cette visite. Le procès-verbal de la visite de Simon de Beaulieu en avril 1290 nous apprend que bien que le prieuré soit régulier, les chanoines ont chacun leur chambre et n'ont ni réfectoire, ni dortoir commun et n'ont pas fait de vœu. Par ailleurs « le prélat ayant vu que l'église qui avait été commencée sur un très grand pied ne serait terminée qu'à grand peine et peut-être jamais, voulut et ordonna que le prieur donnât une prébende pour cette œuvre et accorda une indulgence à ceux qui feraient de pieuses aumônes dans ce but ».
Le fait que les travaux de l'église de soient pas cités au cours de la visite de 1285 ne peut garantir qu'ils ne soient commencés qu'après cette date. Le style du chevet invite à le dater des années 1250-1270. En 1290, l'archevêque de Bourges prend des dispositions pour terminer l'église. La façade occidentale a une composition semblable au massif occidental de la cathédrale de Cahors. Partant de l'hypothèse que le massif occidental de Cahors a été réalisé après 1309, on date la façade de la collégiale des années 1330-1340. Le massif occidental de Cahors est actuellement daté des années 1280. On peut alors dater la façade occidentale de la collégiale du Vigan de la dernière décennie du XIIIe siècle ou du début du XIVe siècle.
L'analyse de la structure du bâtiment permet de montrer que l'église a été construite d'est en ouest, en trois périodes :
- la partie est avec trois absides échelonnées, suivies chacune d'une travée droite qui communique entre elles par un large arc. L'abside centrale est plus élevée. Au nord et au sud de ce groupe de trois travées se trouve une chapelle latérale ;
- la nef est plus large que l'abside centrale mais moins large que l'ensemble des trois absides orientales. Elle est désaxée de 6 degrés. On ne connaît pas la raison de ce changement d'axe mais on retrouve dans les deux travées de la nef qui suivent les mêmes éléments qui se trouvent dans les absides. Pour faire le raccord entre la nef et les absides, on a conçu un polygone régulier, formé par les cinq pans d'un octogone ;
- la première travée de la nef avec sa façade occidentale. On a changé de parti et adopté un langage architectural complètement différent. Le premier arc doubleau a été renforcé et les murs de la nef sont plus forts. On peut supposer qu'il avait été prévu de construire une tour au-dessus de cette travée. Les voûtes des deuxième et troisième travées de la nef ont été réalisées après celle de la première travée.

En 1309, l'évêque de Cahors Raymond de Pauchel s'est emparé du couvent. L'évêque est un personnage très endetté et a mené une politique temporelle agressive. Il transforme la collégiale en abbaye et installe l'évêque de Cahors et ses successeurs comme abbé muni du droit de collation des dignités les plus importantes de l'abbaye. Il a confirmé au chapitre la possession des églises de Gourdon, Masclat, Fajolles, Genouillac, Saint-Chamarand, Saint-Clair, Montvalent, Linars, Grand-Roques, Saint-Julien, Saint-Romain... Il lui donne les églises de Vaillac, Soturac, Rouffilhac et Nozac. Raymond de Pauchel est excommunié en 1312 en raison de cette usurpation des droits de l'archevêque de Bourges. Cependant, le Vigan a conservé son nouveau statut. Au début du XIVe siècle, la prospérité de l'abbaye est à son apogée. C'est une des plus riches du diocèse.
La guerre de Cent Ans a entraîné le déclin de l'abbaye du Vigan.
En 1562, pendant les guerres de religion, l'abbaye est dévastée. Les reliques de sainte Sophie et de ses filles auraient disparu à cette occasion. La collégiale perd de son importance.
La collégiale est supprimée en 1793 et les bâtiments conventuels sont vendus comme bien national pour 3 000 francs. L'église devient paroissiale.

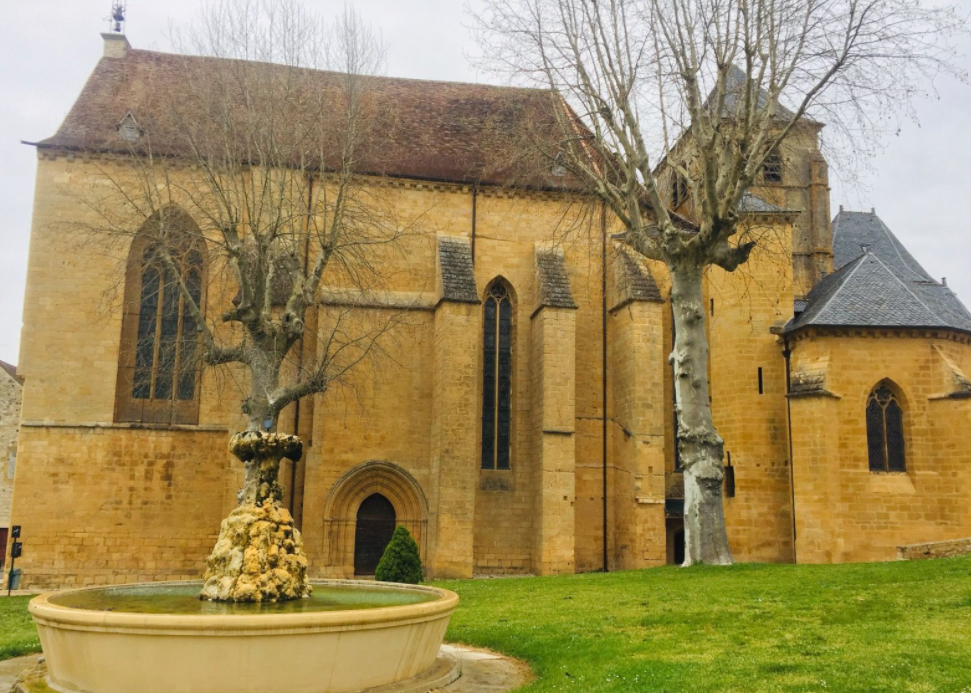
Vue extérieure de l'église.

L'édifice a été classé au titre des monuments historiques le 18 octobre 1893.